# Турара Рискулова
Тура́ра Риску́лова (каз. Тұрар Рыскулов) — село у складі Меркенського району Жамбильської області Казахстану. Адміністративний центр Турар-Рискуловського сільського округу.
У радянські часи село називалось Жданова.
Населення — 1118 осіб (2021; 1162 у 2009, 997 у 1999, 1076 у 1989).